# .vn
.vn es el dominio de nivel superior geográfico (ccTLD) para Vietnam.